# Phytoseius plumifer
Phytoseius plumifer är en spindeldjursart som först beskrevs av Giovanni Canestrini och Fanzago 1876.  Phytoseius plumifer ingår i släktet Phytoseius och familjen Phytoseiidae. Inga underarter finns listade i Catalogue of Life.